# نیفنازون
نیفنازون(به انگلیسی: Nifenazone) دارویی است که به عنوان ضد درد برای تعدادی از بیماری‌های روماتیسمی استفاده شده است.